# Charlotte des Essarts
Charlotte des Essarts (* kolem 1580; † 8. července 1651 ) byla krátce milenkou francouzského krále Jindřicha IV. Před ním i po něm však měla i jiné vysoce postavené a vlivné milence.

## Život
Charlotte des Essarts byla dcerou François des Essart, pánu de Sautour, a jeho druhé manželce Charlotte de Harlay, paní de Champvallon. François des Essart byl královský generálporučík v Champagne .
Na počátku 17. století doprovázela svého příbuzného Christophe de Harlay, hrabě de Beaumont, a jeho manželku do Anglie, protože tam Christophe zastával úřad francouzského velvyslance. V roce 1602  se stala jeho milenkou a po jeho odvolání v roce 1605 se s ním vrátila do Francie.
Charlotte odešla na královský dvůr a stala se dvorní dámou francouzské královny Marie Medicejské. Její manžel, francouzský král Jindřich IV. se o mladé ženě, popisované současníky jako výjimečně krásné, poprvé dozvěděl v roce 1606  a v březnu 1607 z ní rychle učinil svou milenku během jedné z několika přestávek vztahu s Catherine Henriette de Balzac d'Entragues. Nicméně jakmile se dozvěděl o jejím románku s hrabětem de Beaumont, tak se s ní chtěl rozejít. V té době však již Charlotte očekávala královo dítě. Král ji proto odeslal porodit do Le Tressoir, venkovského statku poblíž Fontainebleau. Tam porodila svou první dceru Jeanne Baptiste, která se narodila 3. března 1608  a byla králem legitimována. Tj. král uznal své otcovství. Jindřich se tak se svou milenkou usmířil a Charlotte mu poté porodila v roce 1609 druhou dceru Marii Henriette. Po narození druhé dcery ji král odměnil titulem hraběnky de Romorantin. Potom se ale král se svou milenkou definitivně rozešel. Charlotte vypořádala s nepřízní tím, že požádala o povolení odejít do kláštera Beaumont-lès-Tours . Její žádosti bylo vyhověno, ale novopečená hraběnka tam nezůstala příliš dlouho. Po smrti Jindřicha IV. v květnu 1610 se v létě téhož roku vrátila ke dvoru a navázala tam milostný vztah s budoucím kardinálem a Remešským arcibiskupem
Ludvíkem III. de Lorraine-Guise. Je dokonce možné, že se tito dva v roce 1611 tajně vzali. Svědčí o tom svatební smlouva a dispens vydaný papežem Pavlem V., které se prý našly v kardinálově stole po jeho smrti. Doposud však sňatek nebyl nade vši pochybnost prokázán. V roce 1688 se však její vnučka, dcera jejího syna Achilla, neúspěšně pokusila na základě těchto dokumentů domoci u soudů dědictví po zesnulé vévodkyni Marie de Lorraine, Achilleovy sestřenice.
Podle románu Louise-Marguerite de Lorraine-Guise Histoire des Amours du Grand Alcandre, který pojednává o četných milostných aférách Jindřicha IV., měla Charlotte také milostný poměr také po kardinálovi de Guise a byl to Dominique de Vic, arcibiskup z Auchu.
V roce 1630 se provdala za pozdějšího francouzského maršála François de L'Hôpital, hraběte de Rosnay a pána de Hallier. Svatební smlouva byla podepsána 4. listopadu 1630 v Rumilly-L'Albanois. Poté se Charlotte začala hodně angažovat v politice. Ambiciózní žena se roku 1633 zúčastnila spolu s Karlem IV., vévodou de Lorraine, neúspěšné intriky proti kardinálu de Richelieu, a proto byla vyhnána na venkovské panství svého manžela. Zemřela tam 8. července 1651.

## Rodina
Z krátkého vztahu s králem Jindřichem IV. měla dvě dcery a obě byly králem legitimovány :
- Jeanne Baptiste (narozena 22. února 1608;[10] † 16. ledna 1670 [11] ), abatyše ve Fontevrault
- Marie Henrietta (* 1609; † 10. února 1629 [11] ), abatyše v Chelles

Po smrti Jindřicha IV. měla Charlotte vztahu s Ludvíkem III. de Lorraine-Guise, za kterého se možná v roce 1611 dokonce provdala. Z tohoto vztahu vzešlo pět dětí:
- Charles Louis (zemřel 12. července 1668), biskup de Condom
- Achille (* kolem 1615; † 1648), hrabě de Romorantinu, ⚭ Anna Maria von Salm-Dhaun z rodu Wild- und Rheingrafen
- Henri Hector (nar. 1620), zvaný Chevalier de Lorraine
- Charlotte († 1626), abatyše v Saint-Pierre v Lyonu
- Louise († 5. července 1652), paní de Romorantin, ⚭ 24. listopadu 1639 Claude Pot, pán de Rhodos

V listopadu 1630 se ve věku 50 let provdala za Françoise de L'Hôpital. Toto spojení zůstalo bezdětné.